# آي سباي

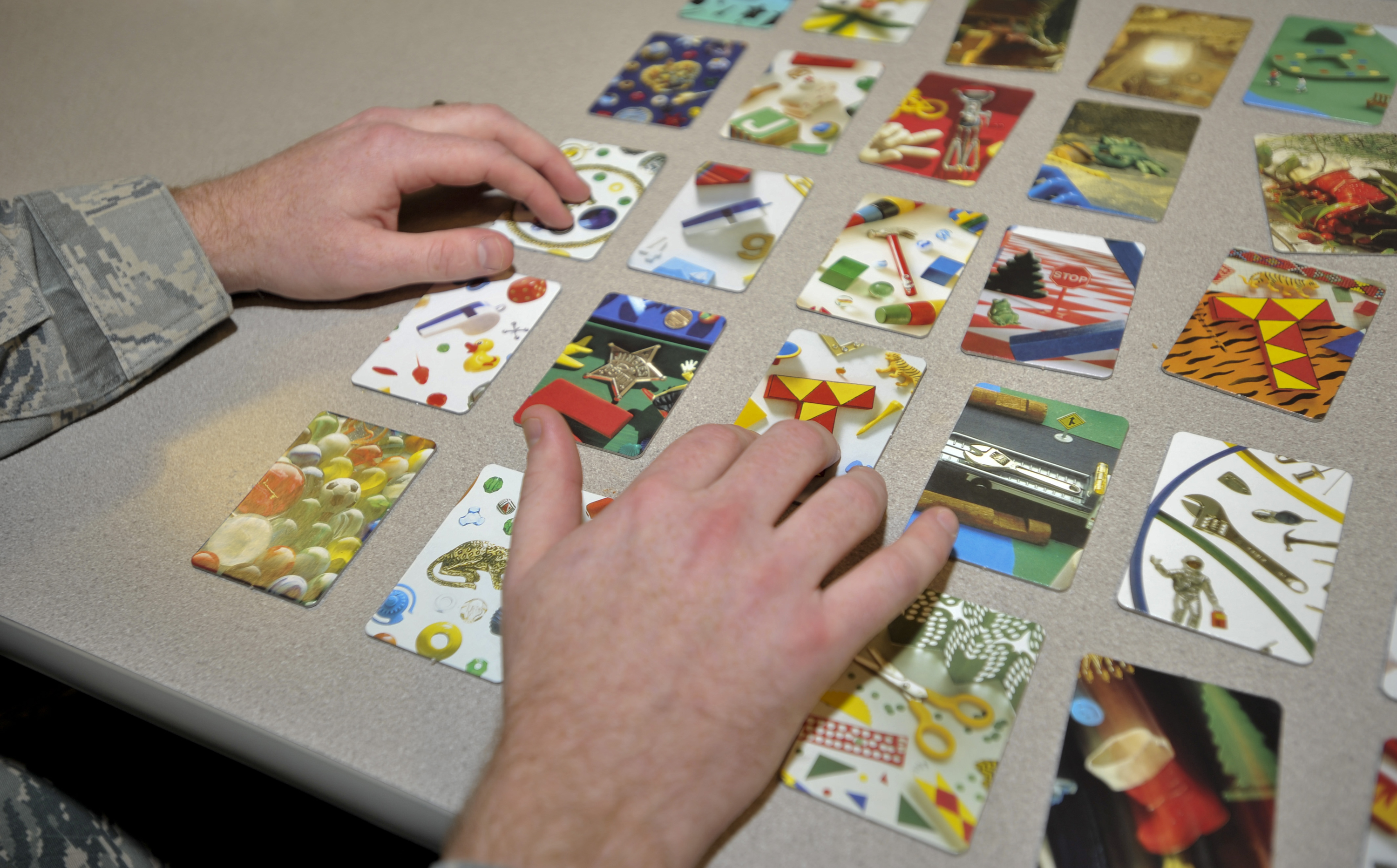
أحدهم يلعب اللعبة بالكروت.

آي سباي (أنا اتجسس) (بالإنجليزية: I Spy)‏، هي لعبة تخمين بحيث يختار أحد اللاعبين /شيئًا في مرمى البصر ويقول للاعبين الآخرين أنا أتجسس بعيني الصغيرة، شيء يبدأ ب...، مع تسمية الحرف الأول من الشيء الذي اختاره. فيحاول اللاعبون الآخرون تخمين هذا الشيء.

## قواعد اللعبة
يختار لاعب واحد ليكون الجاسوس، ويختارون بصمت شيئا مَرْئِيًّا لجميع اللاعبين. ولا يعلنوا عن اختيارهم، فبدلاً من ذلك يقولون، أنا أتجسس بعيني الصغيرة شيئًا يبدأ بــ .. .، وتسمية الحرف الذي يبدأ به الكائن المختار (على سبيل المثال، أنا أتجسس بعيني الصغيرة شيئًا يبدأ بحرف س إذا كان الشيء المختار سيارة).
ثم يتعين على اللاعبين الآخرين تخمين الشيء المختار. يسأل اللاعبون مباشرة عن احتمالات معينة (هل هو سنجاب؟). بمجرد أنه نجح بتخمين الشيء بشكل صحيح، يصبح الجاسوس للجولة التالية وتبدأ اللعبة مرة أخرى. إذا كان الأطفال الصغار يلعبون إذا كانوا لا يجيدون التخمين، فيمكن تمرير دور الجاسوس بترتيب محدد.
لا يمكن للجاسوس تغيير الشيء بمجرد اختياره. وتعتمد اللعبة على الثقة حيث إن الجاسوس هو الشخص الوحيد الذي يعرف ما إذا كان التخمين على صواب أم لا.

## الاختلافات
في المواقف التي ينتقل فيها اللاعبون من مكان إلى آخر خلال مسار اللعبة، مثل رحلة بالسيارة، قد يتفق اللاعبون على أن أي شيء يتم اختياره يجب أن يظل مَرْئِيًّا، بدلاً من شيء مثل لافتة شارع والتي ستكون مرئية فقط للحظات عندما تبدأ اللعبة. قد يوافق اللاعبون أيضًا على تحديد ما إذا كانت الأشياء ستكون كلها في الخارج أو داخل السيارة.
تسمح بعض إصدارات اللعبة للاعبين بتضييق نطاق البحث بأسئلة بنعم أو لا مثل هل هو على يسارك؟ أو هل هو حيوان؟. يمكن أن يقدم الجاسوس أيضًا أدلة إذا كان التخمين صعب، مثل قول ساخن عندما يكون التخمين قريبًا أو بارد إذا لم يكن كذلك.
هناك نسخة بديلة تحل محل الحرف الأولي لصفة مثل لون الكائن (على سبيل المثال، أنا أتجسس بعيني الصغيرة شيئًا أزرق)، بينما هناك نسخة أخرى تقول أنا أتجسس بعيني الصغيرة شيئًا يبدو مثل. تصف بعض المواقع مثل About Parenting أن إصدار الحرف على أنه البديل للعبة القائمة على الألوان. هذا الموقع له شكل أنا أتجسس على شيء ما، وهو أزرق كالنسخة التقليدية، معتبرا أنا أتجسس بعيني الصغيرة.. . كبديل. يعد امتلاك أدلة بناءً على شكل كائن بديلًا آخر، بينما يمكن اختيار أشياء لا يمكن رؤيتها إلا لفترة محدودة من الوقت.
هناك شكل آخر يشجع تطوير اللغة فيتضمن الجاسوس الذي يعطي أدلة وصفية مختلفة، مثل وصف الساعة بأنها شيء مصنوع من المعدن والزجاج يصدر صوت هادئ.

## هدف اللعبة
آي سباي هي واحدة من الألعاب التي يتعلم معظم الأطفال لعبها، وتوصي باللعبة من أجل مكاتب الأطباء والمطاعم والأماكن الأخرى التي تضطر فيها أحيانًا إلى الانتظار مع الأطفال، ولكنها لا تشجع على استخدامها في التنقل السيارات. اللعبة لا تتطلب أي معدات ويمكن لعبها في أي مكان تقريبًا ومع أي عدد تريده من الأشخاص، سواء مع البالغين أو الأطفال، على الرغم من أنه يلزم وجود لاعبين على الأقل. غالبًا ما يتم لعب التجسس مع الأطفال الصغار كوسيلة لتجنب الملل في الرحلات الطويلة. فقد وجدت دراسة أجرتها شركة التأمين البريطانية Direct Line أن 58٪ من العائلات لعبت دور التجسس، وأن 65٪ من الآباء الذين تمت استشارتهم قد لعبوا هذه اللعبة أثناء رحلاتهم عندما كانوا أطفالا. وتوصي شبكة Raising Children Network باختلاف ألوان اللعبة للأطفال في سن ما قبل المدرسة، والتنوع الذي يشجع على تعلم الأصوات للأطفال في سن المدرسة (أتجسس بعيني الصغيرة شيئًا يبدأ ب fff. عند هذا يبدأ بهذا الصوت؟) وتأتي المتعة مع محاولة اكتشاف شيء غامض، فهي تسمح للأطفال بممارسة مهاراتهم الشفوية / السمعية.

## تاريخ اللعبة
نشأت لعبة آي سباي في أوائل القرن العشرين ويعرفه قاموس أوكسفورد الإنجليزي (OED)، تحت عنوان الجاسوس بحيث يعطي الاقتباس الأول كذكر في عمل روزاموند ليمان عام 1946، الطفل جيبسي. على الرغم من أن أحد مواقع الويب الخاصة بعلم الكلام يشير إلى ذكر سابق في منشور كندي عام 1937. ومن المحتمل أن المفهوم نشأ من هوس التجسس الذي حدث أثناء وبعد الحرب العالمية الثانية. وفي ألعاب مقال The Free Lance-Star عام 1985، تم وصف آ ي سباي على أنه أحد أشكال لعبة المحقق، وقد قال اللاعب أنا أتجسس شيئًا ما، اللون _____. هل يمكنك تخمينه؟ بأن يكون المخبر، ينطوي على اللاعب بإخبار أحد أطفاله أنه يبحث عن شيء معين وإعطائهم أدلة حتى يفهموه بشكل صحيح. وبعد النجاح بذلك، يصبح الطفل هو معطي الدليل. إذ يمكن لعب هذه النسخة مع شخصين فقط.
Phrase Finder تقول إن لعبة التخمين سبقتها لعبة أطفال أخرى تسمى Hy Spy، وهي نسخة مختلفة لما يسمى الآن Hide and Seek والتي كانت معروفة في المملكة المتحدة منذ القرن الثامن عشر. وإصدار عام 1931 يصف كتاب The Age I Spy (حرفيا Eye Spy) على أنه البديل ل Hide and Seek. تم تشغيل نسخة أخرى في معهد شيكاغو للفنون في عام 1972 حيث سمع الأطفال شريطًا وشاهدوا الشرائح التي أعطتهم تلميحات لبعض القطع الفنية. أحد كتب الأطفال في القرن التاسع عشر بعنوان أنا اتجسس بعيني الصغيرة.

## اللعبة والثقافة الشعبية
هناك العديد من الألعاب التي تستند إلى هذه الفكرة، ومن الأمثلة على ذلك سلسلة آ ي سباي من كتب الألعاب التي تطلب من اللاعبين العثور على أشياء في إعداد أين والي؟، ولعبة آ ي سباي على الكمبيوتر. هذه اللعبة معروفة جيدًا في الثقافة الشعبية الغربية، على سبيل المثال، يستخدم عنوان فيلم الرعب عيني الصغيرة عام 2002 جزءًا من فكرة اللعبة. ويوجد أيضا فيلم أمريكي قصير من إخراج ألكسندرا نبيل بعنوان I Spy يقتبس فكرة هذه اللعبة.
وفي عام 2007، تضمنت واجليس [الإنجليزية] علامة تجارية موسيقية شهيرة للأطفال أغنية I Spy المبنية على فكرة اللعبة I Spy. وهناك أيضًا رسمه جون كليز التي تدور حول كيفية إثارة الناس، بحيث يلعب اثنان من طياري الخطوط الجوية I Spy كتسلية أثناء رحلة جوية. بالإضافة إلى ذلك، مصطلح أنا أتجسس بعيني الصغيرة استخدمه المغني روبي ويليامز في أغنيته لوف سوبريم.

## قائمة المراجع
1. ↑  "Arctic Medics treat TBI victims". Joint Base Elmendorf-Richardson. مؤرشف من الأصل في 2019-11-01. اطلع عليه بتاريخ 2019-11-01.
2. ↑  "I Spy With My Little Eye" (بالإنجليزية الأمريكية). Archived from the original on 2020-08-11. Retrieved 2021-03-12.
3. 1 2 3  "I Spy With My Little Eye..." Insight Optometrist Indooroopilly (بالإنجليزية الأمريكية). 15 Dec 2013. Archived from the original on 2020-08-11. Retrieved 2021-03-12.
4. ↑  "Home : Oxford English Dictionary". www.oed.com (بالإنجليزية). Archived from the original on 2021-03-12. Retrieved 2021-03-12.
5. 1 2 3  "I Spy - A Game for Young and Old". web.archive.org. 3 سبتمبر 2014. مؤرشف من الأصل في 2014-09-03. اطلع عليه بتاريخ 2021-03-12.{{استشهاد ويب}}:  صيانة الاستشهاد: BOT: original URL status unknown (link)
6. ↑  "I-spy … the most popular game to play on a long journey". web.archive.org. 23 أكتوبر 2012. مؤرشف من الأصل في 2012-10-23. اطلع عليه بتاريخ 2021-03-12.{{استشهاد ويب}}:  صيانة الاستشهاد: BOT: original URL status unknown (link)
7. ↑  "Literacy activities for children". Raising Children Network (بالإنجليزية). Archived from the original on 2020-09-27. Retrieved 2021-03-12.
8. ↑  "Home : Oxford English Dictionary". www.oed.com (بالإنجليزية). Archived from the original on 2021-03-12. Retrieved 2021-03-12.
9. 1 2  Martin, Gary. "'I spy with my little eye' - the meaning and origin of this phrase". Phrasefinder (بالإنجليزية). Archived from the original on 2021-01-20. Retrieved 2021-03-12.
10. ↑  "The Free Lance-Star - بحث أرشيف أخبار Google". news.google.com. مؤرشف من الأصل في 2021-03-12. اطلع عليه بتاريخ 2021-03-12.
11. ↑  "The Age - بحث أرشيف أخبار Google". news.google.com. مؤرشف من الأصل في 2021-03-12. اطلع عليه بتاريخ 2021-03-12.
12. ↑  "Times Daily - بحث أرشيف أخبار Google". news.google.com. مؤرشف من الأصل في 2021-03-12. اطلع عليه بتاريخ 2021-03-12.
13. ↑  "I Spy: Blogging with Child | Cathe Holden" (بالإنجليزية الأمريكية). Archived from the original on 2020-09-20. Retrieved 2021-03-12.
14. ↑  My Little Eye (2002) (بالإنجليزية), Archived from the original on 2020-09-21, Retrieved 2021-03-12